# Tamás Gábor (neurobiológus)
Tamás Gábor (Dunaújváros, 1969. május 7. –) Széchenyi-díjas magyar neurobiológus, egyetemi tanár, a Magyar Tudományos Akadémia rendes tagja.

## Élete
Általános iskolai és középiskolai tanulmányait szülővárosában végezte, a Széchenyi István Gimnáziumban érettségizett, majd szegedi egyetem természettudományi karának hallgatója lett, ahol 1993-ban szerzett biológia szakos diplomát. Doktoranduszként Szegeden és Oxfordban kutatott, Oxfordban együtt dolgozott Somogyi Péterrel és Nusser Zoltánnal is. 
1998-ban Szegeden, az Összehasonlító Élettani Tanszéken kezdett dolgozni. Jelenleg a Szegedi Tudományegyetem Természettudományi és Informatikai Karán az Élettani, Szervezettani és Idegtudományi Tanszék egyetemi tanára, valamint az MTA-SZTE Agykérgi Neuronhálózatok Kutatócsoport vezetője.
2005-ben lett az MTA doktora, mindössze 36 évesen. 2013-ban a Magyar Tudományos Akadémia levelező tagja, 2019-ben pedig az MTA rendes tagja lett.
Neurobiológusként szakterülete az agykérgi idegsejtek közti kapcsolatok szerkezete és működése. Nevéhez fűződik többek között a lassú gátlást kialakító sejtek felfedezése és az agykéregben betöltött szerepük jellemzése, illetve annak kimutatása, hogy az inzulin az agykéreg egyes gátló idegsejtjeiben is termelődik és aktivitás függő módon felszabadul, valamint a memória kialakításában fontos éleshullámok agykérgi jelenlétének bizonyítása és a kérgi éleshullámok sejtszintű mechanizmusainak feltárása is. Munkája elismeréséül 2012-ben Akadémiai Díjat, 2014-ben Széchenyi-díjat kapott.

## Díjai, elismerései
- Akadémiai Díj (2012)
- Széchenyi-díj (2014)
- Szent-Györgyi Talentum Díj (Szeged, 2015)